# Lubień (Petite-Pologne)
Pour les articles homonymes, voir Lubień.
Lubień est une localité polonaise, siège de la gmina de Lubień, située dans le powiat de Myślenice en voïvodie de Petite-Pologne.